# Fire Emblem: Engage
Fire Emblem: Engage (ファイアーエムブレム エンゲージ?, Faiā Emuburemu: Engēji) è un videogioco di genere strategico sviluppato da Intelligent Systems e pubblicato da Nintendo per Nintendo Switch. È il diciassettesimo capitolo della serie Fire Emblem ed è uscito in tutto il mondo il 20 gennaio 2023.

## Sinossi

### Ambientazione
Engage si sviluppa su un pianeta immaginario simile alla Terra e in particolare nel continente dell'Elyos. L'Elyos è formato da quattro regni che circondano una terra sacra, il Lythos, dimora dei draghi divini. Firene è il regno che si trova a sud-ovest del continente: è prospero e pacifico, ed è riuscito a stringere un'alleanza sia con Brodia che con Solm. Brodia è il regno che si trova a nord-ovest: ha una mentalità militare e i suoi territori sono brulli, spesso è in guerra con l'Elusia. Elusia è il regno che si trova a nord-est: è l'unico posto in cui si venera il drago maligno, parlandone a Alear, la regina Lumera la descrive come una terra "saggia". Solm è il regno che si trova a sud-est: è neutrale ed caratterizzato da una mentalità aperta e dal paesaggio desertico.
Esiste anche un'altra terra, il Gradlon, la dimora del Drago Maligno.

### Trama
Mille anni prima, il Drago Maligno Sombron era stato sigillato dal Drago Divino Lumera. Durante il combattimento il figlio di Lumera, Alear, era stato gravemente ferito ed era caduto in sonno profondo. 
Mille anni dopo, Alear si risveglia finalmente e si riunisce a Lumera. Tuttavia, egli ha perso la maggior parte dei suoi ricordi, ricorda solo come usare il suo Anello dell'Emblema, con cui riesce ad evocare lo spirito dell'emblema Marth per assisterlo in battaglia. Inoltre, in tutto l'Elyos iniziano ad apparire creature non-morte chiamate Aberrazioni, che segnalano il ritorno di Sombron.
Alear e coloro che sono rimasti leali al Drago Divino, con l'aiuto degli emblemi in loro possesso, si oppongono a Sombron per prevenire la distruzione totale del continente.

### Personaggi

#### Sacro regno di Lythos
- Alear
- Lumeria
- Vander
- Framme
- Clanne

#### Regno di Firene
- Alfred
- Boucheron
- Etie
- Celine
- Louis
- Chloe
- Jean

#### Regno di Brodia
- Diamant
- Amber
- Jade
- Alcryst
- Lapis
- Citrinne
- Yunaka
- Saphir

#### Regno di Elusia
- Ivy
- Zelkov
- Kagetsu
- Hortensia
- Rosado
- Goldmary
- Anna
- Lindon

#### Regno di Solm
- Timerra
- Merrin
- Panette
- Fogado
- Pandreo
- Bunet
- Seadall

#### Emblemi
- Marth
- Celica
- Sigurd
- Leif
- Roy
- Lyn
- Eirika e Ephraim
- Ike
- Micaiah
- Lucina
- Corrin
- Byleth

## Modalità di gioco
La modalità di gioco è simile a quella dei giochi precedenti della serie, ma si aggiungono gli Anelli dell'Emblema che permettono alle unità di lottare insieme agli eroi dei vecchi titoli di Fire Emblem.
Il gioco si può dividere tra la fase delle battaglie e l'esplorazione del Somniel, un'area dove si può interagire con i propri alleati e svolgere attività di diverso tipo. Ad esempio si può usare la bacheca per investire nei regni vicini in cambio di premi, acquistare oggetti al negozio o andare alla mensa per stringere il rapporto con gli alleati (e sbloccare così conversazioni di sostegno). Nella sala degli emblemi, invece, si può interagire con gli emblemi e acquisire nuove abilità. 
Sempre all'interno del Somniel, è stata introdotta una funzione inedita nella serie: la torre delle prove, che sfrutta la modalità online multiplayer. Nella torre si può collaborare a turno con altri giocatori, creare e condividere delle mappe personalizzate o divertirsi con le battaglie create da altri.